# گورستان هیبت بگلو ۱
قبرستان هیبت بگلو ۱ مربوط به هزاره اول قبل از میلاد - سده‌ها متاخر دوران‌های تاریخی پس از اسلام است و در شهرستان ورزقان، بخش مرکزی، دهستان ازومدل جنوبی، ۴۰۰ متری شرق روستای هیبت بگلو واقع شده و با شمارهٔ ثبت ۲۶۶۱۵ به‌عنوان یکی از آثار ملی ایران به ثبت رسیده است.